# Ponte di Svinesund
Il ponte di Svinesund (in svedese Svinesundsbron, in norvegese Svinesundsbrua) è un ponte sull'Iddefjord presso lo Svinesund, sul confine tra Norvegia e Svezia. 
Il cavalcavia fa parte della Strada europea E06.